# Famille Spifame
La famille Spifame est une famille de financiers et prélats français d'origine italienne, cités à Lucques dès 1100 et actifs en France du XIVe siècle au XVIIe siècle.

## Des financiers lucquois aux prélats français

### Commerçants et banquiers originaires de Lucques
La famille Spifame est originaire de la ville de Lucques, en Toscane. Les Spiafame sont mentionnés à Lucques dès 1100. Ils font partie des notables et jouent un rôle dans la République de Lucques jusqu'au XVIe siècle. Au XIVe siècle, Bartolomeo Spiafame, s'installe en France sous le nom de Barthélemy Spifame et y développe des activités de commerce et de banque. Ses descendants se fixent en France.

### Financiers et prélats français duXVIesiècle

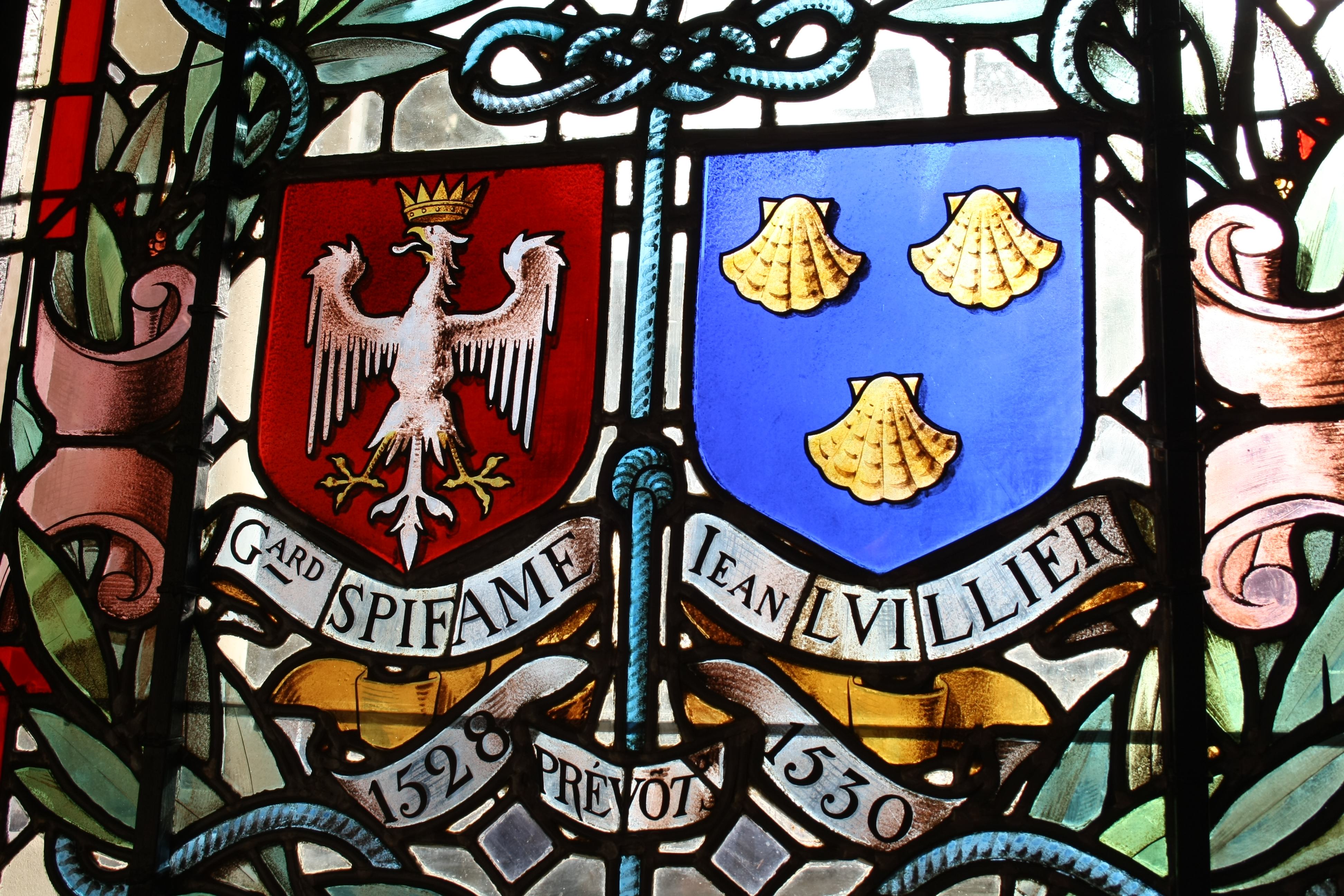
Vitrail de l'Hôtel de ville de Paris. À gauche, armes de Gaillard Spifame, prévôt des marchands.

Au XVIe siècle, Jean Spifame, secrétaire du roi, et Jacquette Ruzé ont plusieurs enfants, dont : 
- Gaillard Spifame, financier qui se suicide en 1535[2] ;
- le juriste Raoul Spifame[3],[4] ;
- l'évêque de Nevers converti au calvinisme Jacques Spifame de Brou[4].

Parmi les enfants de Gaillard Spifame, Gilles Spifame de Brou est évêque de Nevers à la suite de son oncle Jacques.
Le dernier Spifame, Jean Spifame, chevalier, seigneur de Bisseaux et des Granges, meurt en 1642.

## Héraldique
De gueules à une aigle d'argent becquée et membrée d'or.